# Tepotzotlán
Tepotzotlán é uma cidade do estado do México, no México. Ela está localizada a 40 km (25 milhas) a noroeste da Cidade do México, a cerca de 45 minutos de carro ao longo da Cidade do México-Querétaro no marcador número 41.